# Caudillo
Caudillo je izraz, ki je prvotno temeljil na vojskovodji na čelu osebne vojske v času španske rekonkviste. Pozneje je izraz označeval političnega, vojaškega in/ali ideološkega voditelja v različnih državah Latinske Amerike po državljanskih vojnah. Na splošno caudillo na oblast pride z državnim udarom ali ob koncu revolucionarnega procesa in vzpostavitvi avtoritarni sistema vladanja, ki temelji na klientelizmu zemljiške oligarhije, vojske in vlade.
Naziv je najbolj znan po enem izmed njegovih nosilcev, Franciscu Francu.